# Södermanlands runinskrifter Fv1948;314
Södermanlands runinskrifter Fv1948;314 är ett vikingatida runstensfragment i Toresunds kyrka, Toresunds socken och Strängnäs kommun. Stenen har endast fyra bevarade runor och hittades i kyrkan i september 1948. Fragmentets ursprungliga plats är inte känd. Runstensfragmentet är 0,27 gånger 0,52 meter stort.

## Inskriften
Translitterering av runraden:
... : sun : s...
Normalisering till runsvenska:
..., sun s[inn].
Översättning till nusvenska:
... sin son ...